# クレオパトラの死 (カニャッチ)
『クレオパトラの死』（クレオパトラのし、伊: La Morte di Cleopatra、英: The Death of Cleopatra）は、イタリア・バロック期の画家グイド・カニャッチが1645-1655年ごろ、キャンバス上に油彩で制作した絵画である。古代エジプト最後の王朝であったプトレマイオス朝の最後の君主、女王クレオパトラ7世（紀元前69 - 30年）が自害する姿を表している。2016年に様々な基金や個人の援助によりニューヨークのメトロポリタン美術館が購入し、現在、同美術館に展示されている。なお、本作には何点かの別ヴァージョンに加え、複製も複数存在しており、制作当時には非常に人気があったことがわかる。

## 画家
カニャッチは、1601年に北イタリアのエミリア＝ロマーニャ地方のサンタル・カンジェロ・ディ・ロマーニャで生まれた。1617年から1621年にかけてボローニャに住み、ボローニャ派の巨匠アンニーバレ・カラッチが創設した名高いアカデミア・デッリ・インカンミナーティで修業を積んだ。その後、グエルチーノとともにローマに旅立ち、グイド・レーニやフランスの画家シモン・ヴーエなどと交流している。1649年にはヴェネツィアで工房を営み、官能的な半裸の女性の膝上までの姿を表した絵画で、ヴェネツィアの美術愛好家から人気を得た。晩年には神聖ローマ皇帝レオポルト1世の招聘を受け、ウィーンのハプスブルク家に仕え、1663年にウィーンで亡くなった。

## 作品

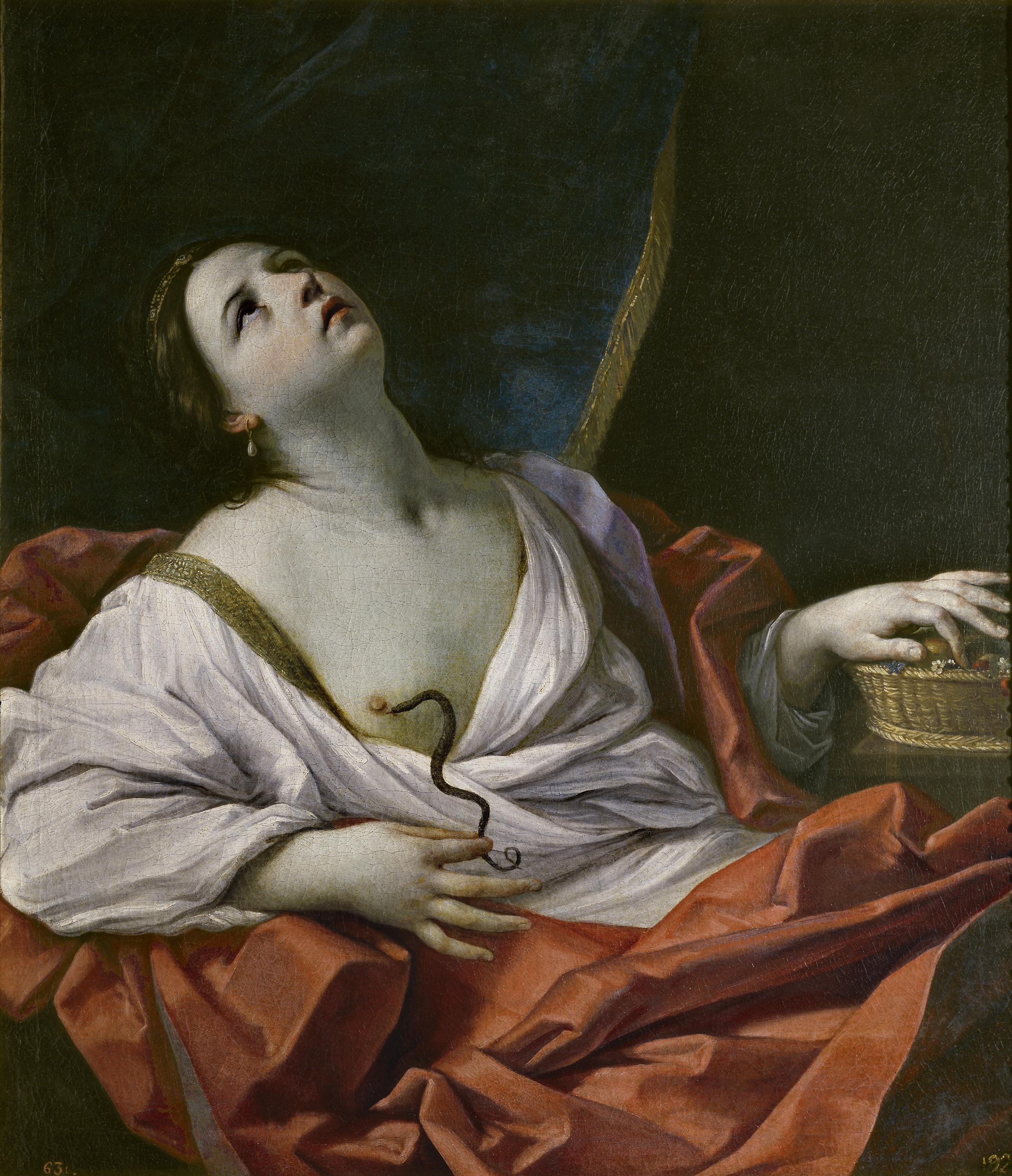
グイド・レーニ『クレオパトラ』(1621-1626)、プラド美術館、マドリード

本作に描かれているのは、エジプトの女王クレオパトラが死を迎える場面である。彼女の愛人で、後に夫となるマルクス・アントニウス率いる古代ローマ軍とエジプト軍は、オクタウィアヌス率いる古代ローマ軍の軍勢に対し相次ぐ敗北を喫した。アントニウスが命を落とすと、すべてを失ったことを悟ったクレオパトラは自害した。古代ローマの著述家プルタルコスの『対比列伝（英雄伝）』によれば、彼女は最小限の苦痛で命を絶つために、有名なエジプトのコブラに自身の身体を噛ませた。
この主題は、感情の高まりを絵画に表現する機会を与えたために、17世紀のイタリアの画家たちに人気あるものとなった。グイド・レーニは、赤いマントを羽織った美しいクレオパトラが天を仰ぐように死を迎える姿を何度も描いており、カニャッチはローマで知り合ったレーニから影響を受けていた。しかし、プラド美術館（マドリード）やロイヤル・コレクション（バッキンガム宮殿）にあるレーニの『クレオパトラ』が威厳に溢れ、聖人のような気品さえ漂わせているのに対し、カニャッチのクレオパトラは官能的な緊張感を備えている。ヘビは非現実的な優雅さで彼女の腕に巻きついており、その牙は彼女の優雅な仕草の手の裏側に隠されている。クレオパトラの紅潮した顔は、褐色を帯びたバラ色の衣服の色彩を映し、部屋の暖かな雰囲気を吸収しているようである。画面全体の色調は官能性を強調し、この作品がヴェネツィアで描かれた可能性を示唆する。